# Koszary w Będzinie
Koszary w Będzinie – kompleksy koszarowe znajdujące się na terenie garnizonu Będzin.

## Charakterystyka
Na terenie garnizonu będzińskiego funkcjonowało kilka kompleksów koszarowych. Ponieważ Rosjanie co do zasady nie budowali koszar ze środków skarbu państwa na lewym brzegu Wisły, kompleks w Będzinie wzniósł około 1900 sosnowiecki przemysłowiec Henryk Dietel i wynajmował go armii carskiej. W obszernych koszarach kawaleryjskich przy dzisiejszej ul. Henryka Sienkiewicza 31–33 złożonych z trzech dwuszwadronowych bloków koszarowych, sześciu stajni szwadronowych z charakterystycznymi świetlikami w dachu, dużego domu mieszkalnego dla kadry oraz szeregu mniejszych budynków pomocniczych, do 1914 stacjonował rosyjski 14 pułk Kozaków Dońskich. Po odzyskaniu przez Polskę niepodległości, koszary przejęło Wojsko Polskie.

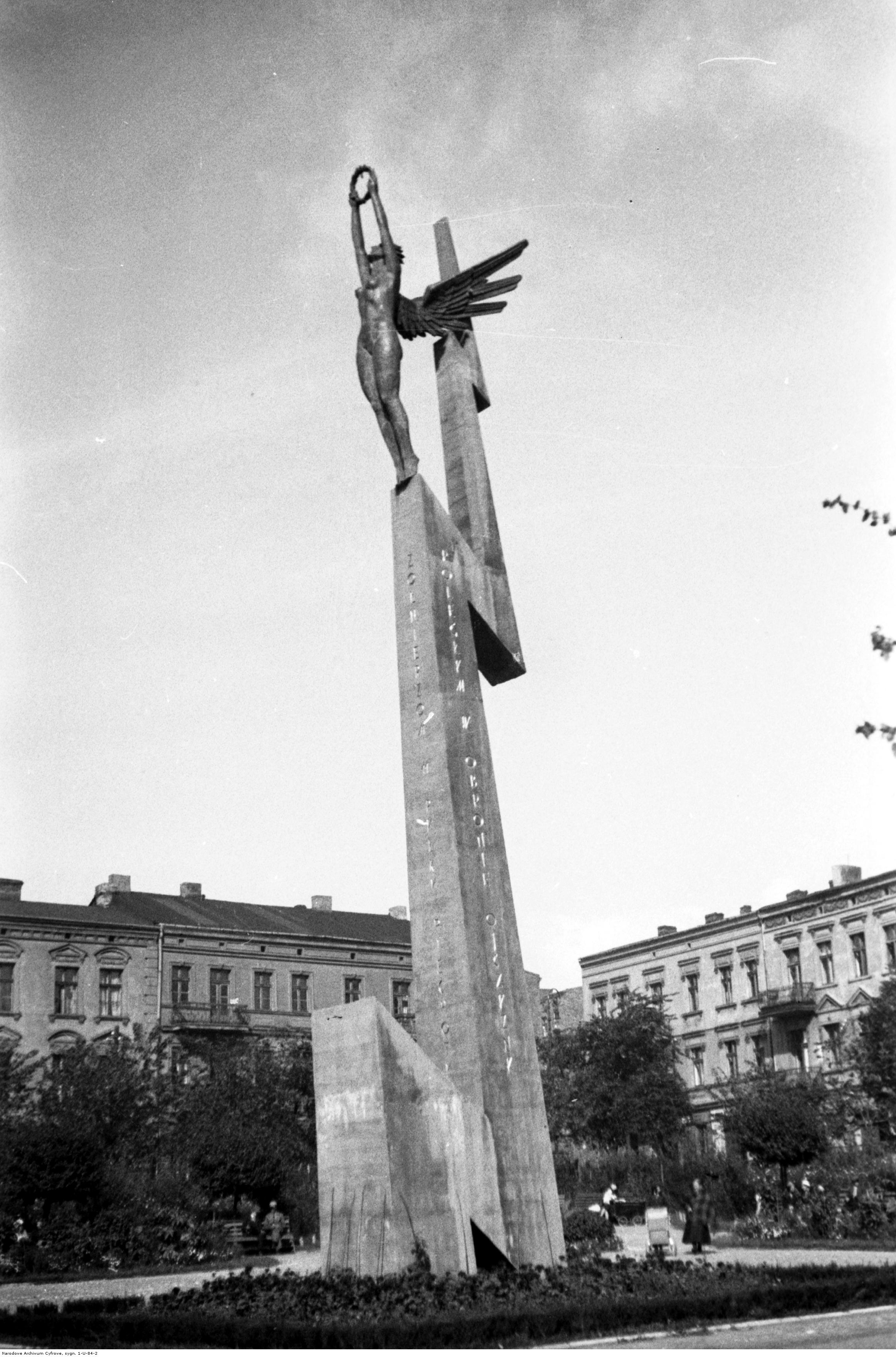
Pomnik w Będzinie ku czci poległych żołnierzy 11 pp; 1933

Z końcem czerwca 1920 do koszar kawaleryjskich przybył prawie 1000-osobowy szwadron zapasowy 6 pułku Ułanów Kaniowskich. Na jego bazie Naczelne Dowództwo WP zdecydowało się od podstaw odtworzyć pułk. Kadra oficerska i podoficerska przyjechała do Będzina 19 sierpnia 1920. Odtwarzanie 6 puł zakończono 12 września mszą polową, defiladą i przysięgą. Następnie pułk odjechał na front. W połowie października wyjechał do Rzeszowa szwadron zapasowy.

Po opuszczeniu koszar przez 6 pułk ułanów, zakwaterował w nich 11 pułk piechoty, a następnie 23 pułk artylerii lekkiej, który to zajmował je do września 1939.
Po II wojnie światowej w będzińskich koszarach do końca lat 50. XX w. stacjonowały jednostki artyleryjskie. Były to między innymi 35 pułk artylerii lekkiej, a od 1951 97 pułk artylerii OPL. Po ich rozwiązaniu teren przekazano władzom cywilnym. Z okresu międzywojennego nie istnieją (2020) jedynie dwie z sześciu stajni oraz kilka mniejszych budynków.